# Unité urbaine de Camaret-sur-Aigues
L'unité urbaine de Camaret-sur-Aigues est une unité urbaine française centrée sur la ville de Camaret-sur-Aigues, dans le département de Vaucluse, en région Provence-Alpes-Côte d'Azur.

## Données globales
Dans le zonage réalisé en 2010, l'unité urbaine était composée de deux communes, toutes situées dans l'arrondissement de Carpentras, subdivision administrative du département de Vaucluse.
Dans le nouveau zonage réalisé en 2020, elle est composée des deux mêmes communes.
En 2022, avec 5 270 habitants, elle représente la 9e unité urbaine du département de Vaucluse.
L'unité urbaine de Camaret-sur-Aigues appartient à l'aire urbaine d'Avignon.

## Délimitation de l'unité urbaine de 2020
Liste des communes appartenant à l'unité urbaine de Camaret-sur-Aigues selon la nouvelle délimitation de 2020 et sa population municipale en 2020 (liste établie par ordre alphabétique) :
| Nom                               | Code Insee | Département | Statut       | Superficie (km2) | Population (dernière pop. légale) | Densité (hab./km2) | Modifier                                    |
| --------------------------------- | ---------- | ----------- | ------------ | ---------------- | --------------------------------- | ------------------ | ------------------------------------------- |
| Camaret-sur-Aigues (ville-centre) | 84029      | Vaucluse    | ville-centre | 17,53            | 4 549 (2022)                      | 259                | modifier les données · modifier les données |
| Travaillan                        | 84134      | Vaucluse    | banlieue     | 17,65            | 721 (2022)                        | 41                 | modifier les données · modifier les données |

## Évolution démographique
L'évolution démographique ci-dessous concerne l'unité urbaine selon le périmètre défini en 2020.
| 1968  | 1975  | 1982  | 1990  | 1999  | 2008  | 2013  | 2020  |
| ----- | ----- | ----- | ----- | ----- | ----- | ----- | ----- |
| 2 400 | 2 765 | 2 996 | 3 744 | 4 229 | 5 028 | 5 416 | 5 256 |